# Adelândia
Adelândia es un municipio brasileño del estado de Goiás. Su población estimada (2004) es de 2.522 habitantes.
Inicialmente en la zona se erigió una capilla dedicada a San Sebastián. Posteriormente una pequeña escuela que servía a los moradores de las haciendas de la región de Mossâmedes, próxima al Río Turvo. 
Ante la perspectiva de trabajo en la ganadería y agricultura cada vez más personas fueron atraídas a la región. Así, en 1962, surgió el poblado de Adelândia. La denominación es un homenaje a la doña Adélia, mujer del agricultor Domingos Alves Sobrino, que donó las tierras donde se estableció el núcleo poblacional.
La población estaba en su gran mayoría formada por trabajadores rurales. En 1962, el poblado fue elevado a la condición de distrito de Mossâmedes. El 30 de diciembre de 1987, de acuerdo a la Ley n.º 10.396, finalmente fue emancipado, y se convirtió en municipio.